# Eupithecia defimbriata
Eupithecia defimbriata là một loài bướm đêm trong họ Geometridae.